# Kurash

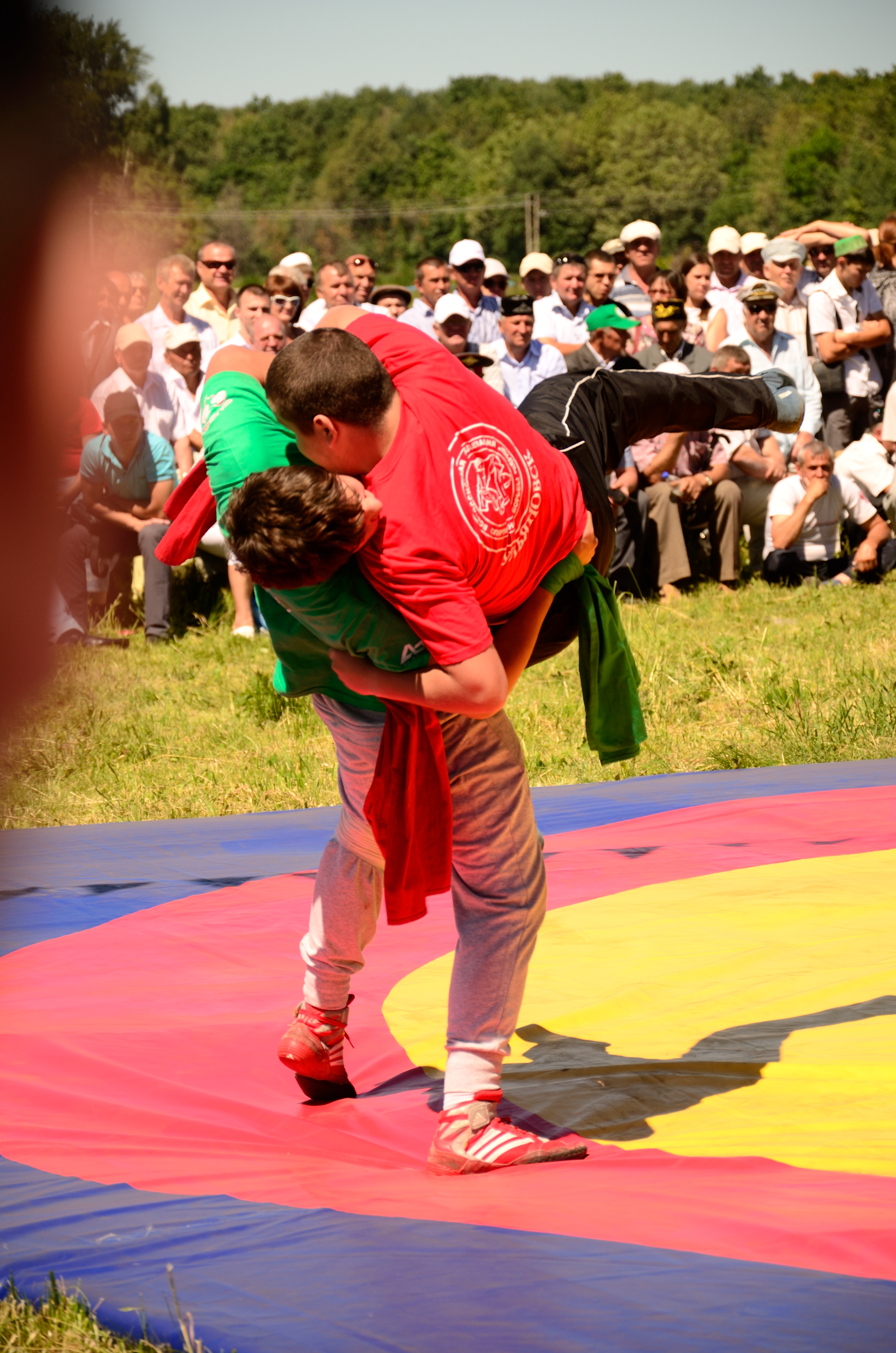
Kurash auf einem Sabantui

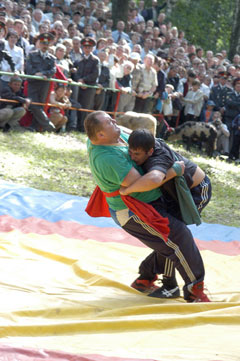
Wrestling im tatarischen Stil „Köräş“

Kurash (auch Kurasch und ähnliche Namensvarianten) bezieht sich auf eine Reihe von Volksring-Stilen, die in meist Zentralasien praktiziert werden.
Übersetzt heißt es „ein Ziel auf ehrliche Weise erreichen“.

## Ziel und Wertung
Ein Kurash-Wrestler hält seinen Gegner mit Handtüchern fest, und sein Ziel ist es, den Gegner von den Füßen zu werfen. Bei anderen Varianten versuchen die Teilnehmer, mit Würfen mit hoher Kraft zu punkten und den Kampf zu beenden. Die Hose oder Beine dürfen nicht gefasst werden.
Es gibt drei Wertungspunkte: „Halal“, „Yonbosh“ und „Chala“. Der Spieler, der ein Halal erzielt, gewinnt den Kampf. Um einen Halal zu erzielen, muss der Gegner mit voller Kontrolle, Kraft und Geschwindigkeit auf den Rücken geworfen werden. Der Wurf, der Halal nahe kommt, wird Yonbosh genannt. Zwei Yonbosh-Würfe ergeben ein Halal. Der Wurf in der Nähe von Yonbosh heißt Chala. Keine Anzahl von Chala kann einem Yonbosh gleichkommen. Es gibt drei Strafen in Kurash. Die erste Strafe heißt „Tanbekh“, die zweite Strafe ist „Dakki“ und die dritte Strafe ist „Girrom“, was Disqualifikation bedeutet. Der Kampf beginnt mit einer Begrüßung, die „Tazim“ genannt wird. Und um den Kampf zu unterbrechen, wird „Tokta“ verwendet und um einen Punkt abzubrechen, wird „Bekar“ verwendet.

## Geschichte
Die erste offizielle Koresh-Meisterschaft der gesamten UdSSR fand 1928 in Kazan statt, gefolgt von der ersten nationalen Meisterschaft der RSFSR im Jahr 1949. Seit 1956 werden regelmäßige tatarische Köräş-Wettbewerbe zu Ehren des Nationalhelden und Dichter Musa Cälil organisiert.
Um die Wende von 1950 und 1960 begann der sowjetische „Federation of freestyle wrestling, Greco-Roman wrestling, and sambo“ mit der Entwicklung von „Tatar Köräş“. Sportler aus den Nachbarregionen wie Baschkortostan, Mordwinien und der Stadt Uljanowsk kamen 1959 zum ersten Mal nach Kasan, um an Wettkämpfen teilzunehmen. 1960 wurde die Hauptstadt Tatarstans zum Gastgeber des ersten nationalen Kurash Meisterschaft der RSFSR, eine Veranstaltung, die seitdem jedes Jahr wiederholt wird. Es wurde etwa 15 Mal in Kasan organisiert, aber auch in anderen Städten. Sportler aus 36 russischen Regionen haben in den vergangenen Jahren an den russischen Meisterschaften teilgenommen.